# Pichiguao
Pichiguao es una localidad chilena, ubicada entre las comunas de Requínoa y Rengo, en la provincia de Cachapoal, región de O'Higgins.

## Historia
En 1904 se crea la comuna de Pichiguao. Aunque inicialmente tiene su cabecera en esta localidad, por ley de 1907 se traslada a la localidad de Rosario, aunque mantiene su nombre hasta 1927, fecha en que la comuna es suprimida y anexada a Rengo.
En 1974, producto de la regionalización impulsada por la dictadura de Pinochet, el territorio que comprende la localidad quedó dividido entre las comunas de Requínoa y Rengo, a pesar de pertenecer históricamente a esta última.